# Toszek (gemeente)
De gemeente Toszek is een stad- en landgemeente in de Poolse woiwodschap Silezië, in powiat Gliwicki.
De zetel van de gemeente is in Toszek.

## Omgeving
De gemeente ligt in powiat Gliwicki en grenst aan de stad:
- Pyskowice

en de gemeenten:
- Rudziniec, Wielowieś (powiat Gliwicki)
- Bierawa (powiat Kędzierzyńsko-Kozielski)
- Strzelce Opolskie, Ujazd (powiat Strzelecki)
- Zbrosławice (powiat Tarnogórski)

## Plaatsen
De volgende plaatsen liggen op het grondgebied van de gemeente:
Miasta:
- Toszek (gemeentezetel)

sołectwo:
- Boguszyce
- Ciochowice
- Kotliszowice
- Kotulin
- Ligota Toszecka
- Paczyna
- Paczynka
- Pawłowice
- Pisarzowice
- Płużniczka
- Pniów
- Proboszczowice
- Sarnów
- Wilkowiczki.

Przysiółki:
- Bliziec
- Brzezina
- Grabina
- Grabów
- Kopanina
- Kotulin Mały
- Las
- Laura
- Łączki
- Nakło
- Skały
- Srocza Góra
- Szklarnia
- Wrzosy
- Zalesie

## Oppervlakte gegevens
In 2002 bedroeg de totale oppervlakte van gemeente Toszek 98,53 km², waarvan:
- agrarisch gebied: 74%
- bossen: 18%

De gemeente beslaat 14,85% van de totale oppervlakte van de powiat.

## Demografie
Stand op 30 juni 2004:
| Omschrijving                   | Totaal | Totaal | Vrouwen | Vrouwen | Mannen | Mannen |
| ------------------------------ | ------ | ------ | ------- | ------- | ------ | ------ |
| eenheid                        | aantal | %      | aantal  | %       | aantal | %      |
| inwoners                       | 10 547 | 100    | 5435    | 51,5    | 5112   | 48,5   |
| bevolkingsdichtheid (inw./km²) | 107    | 107    | 55,2    | 55,2    | 51,9   | 51,9   |

In 2002 bedroeg het gemiddelde inkomen per inwoner 1222,7 zł.